# Kęstutis Lipeika
Kęstutis Lipeika (* 20. August 1938 in Joniškis) ist ein litauischer Jurist, Rechtsanwalt, ehemaliger Vorsitzender des Anwaltsrats von Litauen und ehemaliger Richter.

## Leben
Seine Eltern waren Juozas Lipeika und Sofija Lipeikienė.
Nach dem Abschluss 1956 der Mittelschule Viekšniai (Rajongemeinde Akmenė) studierte er von 1958 bis 1963 an der Rechtsfakultät der Universität Vilnius und war von 1965 bis 1968 Richter im Stadtkreisgericht Vilnius, Gerichtspräsident (bis 1970). Ab 1973 Advokat. Anwalt von der Kanzlei Vilniaus m. I-oji advokatų kontora.
Von 1978 bis 1999 leitete er die Litauische Rechtsanwaltskammer.
Mit seiner Frau Veronika (* 1937) hat er den Sohn Kęstutis (1969–1998) und die Tochter Jurga (* 1972).